# Hans Hermann Groër
Hans Hermann Groër, al secolo Hans Wilhelm Groër (Vienna, 13 ottobre 1919 – Sankt Pölten, 24 marzo 2003), è stato un cardinale, arcivescovo cattolico e abate austriaco dell'ordine benedettino,  di origini cecoslovacche.

## Biografia
Nacque a Vienna il 13 ottobre 1919. Divenne sacerdote nel 1942. Nel 1974 divenne benedettino. Consacrato vescovo nel 1986, divenne arcivescovo di Vienna.
Papa Giovanni Paolo II lo elevò al rango di cardinale-presbitero nel concistoro del 28 giugno 1988 con il neo-costituito titolo cardinalizio dei Santi Gioacchino e Anna al Tuscolano.
In seguito ad accuse di pedofilia, che egli respinse il 6 aprile 1995, gli fu messo accanto Christoph Schönborn in qualità di arcivescovo coadiutore. Lasciò la guida dell'arcidiocesi viennese il 14 settembre 1995. Le accuse non diedero luogo a procedimenti giudiziari perché i fatti in questione erano prescritti.
Un'inchiesta di Hubertus Czernin pubblicata nel suo libro Das Buch Groër, avrebbe portato al numero di più di 2 000 bambini e ragazzi abusati da Groër. Il suo successore Christoph Schönborn chiederà, nel 1998, il perdono dei cattolici austriaci per gli atti commessi dal cardinale Groër.
Lasciata Vienna, divenne priore del monastero di Roggendorf fino al 1998, quando un'altra volta fu denunciato per abuso sessuale da parte di alcuni monaci benedettini.
Nello stesso anno i vescovi Christoph Schönborn (Vienna), Johann Weber (Graz), Egon Kapellari (Klagenfurt) e Georg Eder (Salisburgo) dichiararono credibili le accuse contro l'arcivescovo emerito Groër.
Giovanni Paolo II lo mandò in un convento tedesco. L'anno dopo gli fu concesso di ritirarsi nel convento delle monache cistercensi di Marienfeld da lui fondato, ove rimase quasi fino alla sua morte.
Malato di cancro, morì in un ospedale di Sankt Pölten il 24 marzo 2003 all'età di 83 anni per una polmonite. La salma fu tumulata nel monastero cistercense di Marienfeld, in Austria.

## Genealogia episcopale e successione apostolica
La genealogia episcopale è:
- Cardinale Scipione Rebiba
- Cardinale Giulio Antonio Santori
- Cardinale Girolamo Bernerio, O.P.
- Arcivescovo Galeazzo Sanvitale
- Cardinale Ludovico Ludovisi
- Cardinale Luigi Caetani
- Cardinale Ulderico Carpegna
- Cardinale Paluzzo Paluzzi Altieri degli Albertoni
- Papa Benedetto XIII
- Papa Benedetto XIV
- Papa Clemente XIII
- Cardinale Bernardino Giraud
- Cardinale Alessandro Mattei
- Cardinale Pietro Francesco Galleffi
- Cardinale Giacomo Filippo Fransoni
- Cardinale Carlo Sacconi
- Cardinale Edward Henry Howard
- Cardinale Mariano Rampolla del Tindaro
- Cardinale Rafael Merry del Val
- Cardinale Raffaele Scapinelli di Leguigno
- Cardinale Friedrich Gustav Piffl
- Vescovo Michael Memelauer
- Cardinale Franz König
- Cardinale Hans Hermann Groër, O.S.B.

La successione apostolica è:
- Vescovo Alfred Kostelecky (1986)
- Vescovo Kurt Krenn (1987)
- Cardinale Christoph Schönborn, O.P. (1991)